# فليب هيمان
فيليب هيمان (بالإنجليزية: Philip Heymann)‏ ولد 30 أكتوبر 1932 في بيتسبرغ، بنسلفانيا  محام أميركي، المدعي العام الاتحادي، باحث قانوني وأستاذ القانون الذي ترأس شعبة الجنائية في وزارة العدل منصب مساعد المدعي العام في عهد إدارة كارتر، وكان لفترة وجيزة نائب المدعي العام في إدارة كلينتون قبل استقالته من إدارتها بسبب خلافات سياسية حيث كان ينظر إليها من قبل البيت الأبيض. وقد شارك دوليا في دعم سيادة القانون في نظم العدالة الجنائية. في السياسة الداخلية انه كان مؤيد للحريات المدنية والسياسية، وعلى هذا النحو، كان ينتقد نشاط إدارة جورج دبليو بوش، وخاصة برنامج التجسس الداخلي دون إذن قضائي. حتى قبل هجمات 11 سبتمبر، وقد درس هيمان ونشرت حول كيفية ملاحقة سياسات مضادة للإرهاب ويمكن أن يتم بما يتفق مع سيادة القانون في مجتمع ديمقراطي. وهو حاليا جيمس بار أميس أستاذ القانون الفخري في كلية الحقوق بجامعة هارفارد،  حيث قام بالتدريس (مع انقطاع عن الخدمة الحكومية) منذ عام 1969.